# 愛明頓 (伊利諾伊州)
愛明頓（英語：Emington）是位於美國伊利諾伊州利文斯頓縣的一個村落。

## 地理
愛明頓的座標為40°58′13″N 88°21′27″W / 40.97028°N 88.35750°W，而該地最高點為海拔高度216米（即709英尺）。

## 人口
根據2010年美國人口普查的數據，愛明頓的面積為0.29平方千米，當中陸地面積為0.29平方千米，而水域面積為0.00平方千米。當地共有人口555人，而人口密度為每平方千米1,913人。